# Babiri
Babiri (arab. بابيري) – wieś w Syrii, w muhafazie Aleppo. W 2004 roku liczyła 1677 mieszkańców.